# کاتسورا هوشینو
کاتسورا هوشینو (星野 桂 Hoshino Katsura, زادهٔ ۲۱ آوریل ۱۹۸۰) مانگاکای اهل استان شیگا، ژاپن است. او اولین کار خود را در ژوئیه ۲۰۰۳ با انتشار نخستین مجموعه مانگای خود تحت نام کانتینیو آغاز کرد، و در ادامه برای خلق سری مانگای دی گری-من شناخته شده‌است، که از مه ۲۰۰۴ در هفته‌نامه شونن جامپ از انتشارات شوئیشا به چاپ می‌رسد. او همچنین شخصیت‌هایی را برای مجموعه انیمهٔ استودیوی سانرایز در سال ۲۰۱۳، تحت عنوان ماشین آزادی‌خواه والوریو طراحی کرده‌است که این اولین کار اصلی او در یک سری انیمه محسوب می‌شود.
مجموعه مانگای دی گری-من به اشکال مختلفی اقتباس شده‌است، که از جمله آن می‌توان به دو مجموعه تلویزیونی انیمه و سه اقتباس لایت ناول اشاره کرد.